# Episodi di Beverly Hills 90210 (nona stagione)
La nona stagione della serie televisiva Beverly Hills 90210 è andata in onda in prima visione negli Stati Uniti dal 16 settembre 1998 al 19 maggio 1999 sul network Fox.
In Italia è stata trasmessa nell'autunno del 1999 su Italia 1.
| nº | Titolo originale                      | Titolo italiano                   | Prima TV USA      | Prima TV Italia |
| -- | ------------------------------------- | --------------------------------- | ----------------- | --------------- |
| 1  | The Morning After                     | L'ora della verità                | 16 settembre 1998 |                 |
| 2  | Budget Cuts                           | Paura di vivere                   | 23 settembre 1998 |                 |
| 3  | Dealer's Choice                       | Un nuovo padre per Valerie        | 30 settembre 1998 |                 |
| 4  | Don't Ask, Don't Tell                 | Rivelazioni                       | 28 ottobre 1998   |                 |
| 5  | Brandon Leaves                        | Arrivederci Brandon               | 4 novembre 1998   |                 |
| 6  | Confession                            | Un miliardario per Sophie         | 11 novembre 1998  |                 |
| 7  | You Say Goodbye, I Say Hello          | Addio Valerie... bentornato Dylan | 18 novembre 1998  |                 |
| 8  | I'm Back Because                      | Sotto accusa                      | 2 dicembre 1998   |                 |
| 9  | The Following Options                 | Una madre scomoda                 | 9 dicembre 1998   |                 |
| 10 | Marathon Man                          | Buon compleanno, Donna!           | 16 dicembre 1998  |                 |
| 11 | How to Be the Jerk Women Love         | Corso di seduzione                | 13 gennaio 1999   |                 |
| 12 | Trials and Tribulations               | Guai per tutti                    | 20 gennaio 1999   |                 |
| 13 | Withdrawal                            | Una difficile riabilitazione      | 27 gennaio 1999   |                 |
| 14 | I'm Married                           | Chi di scherzo ferisce…           | 3 febbraio 1999   |                 |
| 15 | Beheading St. Valentine               | Ti amo…ma non posso               | 19 febbraio 1999  |                 |
| 16 | Survival Skills                       | Nuovi amori…vecchi amori          | 27 febbraio 1999  |                 |
| 17 | Slipping Away                         | Segreti e bugie                   | 3 marzo 1999      |                 |
| 18 | Bobbi Dearest                         | Questioni di famiglia             | 10 marzo 1999     |                 |
| 19 | The Leprechaun                        | Caccia allo gnomo                 | 17 marzo 1999     |                 |
| 20 | Fortune Cookie                        | Una sposa per David               | 7 aprile 1999     |                 |
| 21 | I Want to Reach Right Out and Grab Ya | Infanzia rubata                   | 14 aprile 1999    |                 |
| 22 | Local Hero                            | Eroe per caso                     | 21 aprile 1999    |                 |
| 23 | The End of the World as We Know It    | Tradimenti                        | 28 aprile 1999    |                 |
| 24 | Dog's Best Friend                     | L’anima gemella                   | 5 maggio 1999     |                 |
| 25 | Agony                                 | Sesso o amore?                    | 12 maggio 1999    |                 |
| 26 | That's the Guy                        | L'incubo continua                 | 19 maggio 1999    |                 |

## L'ora della verità
- Titolo originale: The Morning After
- Diretto da: Anson Williams
- Scritto da: John Eisendrath

### Trama
Valerie scopre che il test dell’HIV è negativo. È il compleanno del padre di Noah e la madre del ragazzo insiste affinché il figlio ceni con loro. Lui rifiuta ma Donna, a sua insaputa, accetta l’invito. Durante la cena, i genitori confessano al ragazzo di essere in bancarotta. Kelly ripensa al mancato matrimonio, ma Brandon rimane convinto della scelta fatta. I due inizialmente proveranno a stare insieme, ma successivamente romperanno. Steve affitta una stanza della casa a una ragazza di nome Sophie, che si rivelerà essere una truffatrice. La giovane mostrerà poi un interesse per David. Questo si rifiuta di scrivere un jingle per una pubblicità così viene licenziato. Il vestito da sposa di Kelly viene comprato da un noto brand che offrirà un lavoro a Donna. Valerie confessa a David di aver ucciso il padre.

## Paura di vivere
- Titolo originale: Budget Cuts
- Diretto da: Chip Chalmer
- Scritto da: Laurie McCarthy

### Trama
Valerie vuole confessare alla madre di aver ucciso il padre così la invita a Beverly Hills ma lei si presenta con il nuovo fidanzato che le ha chiesto di sposarla. La donna confessa alla figlia che sapeva degli abusi che il marito compiva ma che l’uomo si stava facendo aiutare. La clinica in cui lavora Kelly è in crisi economica e rischia di chiudere nell'arco di un paio di mesi. La ragazza si fa così aiutare da Brandon e arriveranno a baciarsi. Il padre di Noah, non sapendo come fare per rimediare ai problemi economici, si suicida sparandosi nel suo ufficio subito dopo aver salutato il figlio. Kelly e Brandon si lasciano definitivamente.

## Un nuovo padre per Valerie
- Titolo originale: Dealer's Choice
- Diretto da: Geff Melman
- Scritto da: Doug Steinberg

### Trama
La madre di Valerie si sposa a Las Vegas e chiede alla figlia di farle da damigella. Questa accetta però durante il viaggio sedurrà e passerà la notte con il futuro patrigno. Noah chiede a Brandon di scrivere il necrologio per il padre. Steve scopre che Sophie si vede con David, ma i due negano il tutto e continuano a mentire. Noah irrompe ubriaco alla festa per i venticinque anni di matrimonio dei genitori di Donna.

## Rivelazioni
- Titolo originale: Don't Ask, Don't Tell
- Diretto da:  Richard Denault
- Scritto da: Ken Stringer

### Trama
Noah viene arrestato per guida in stato di ebbrezza dopo il funerale del padre. Steve offre a Sophie la possibilità di scrivere una rubrica settimanale sul Beverly beat. Kelly e Donna vanno in giro per negozi quando, in un centro commerciale, vedono un locale in affitto e decidono di aprire una boutique. Qua incontrano Matt, un avvocato che si offre di aiutare Noah. Il giovane viene condannato a svolgere ore di volontariato e a frequentare gli alcolisti anonimi. Valerie confessa alla madre di essere andata a letto con il patrigno e che è stata lei ad aver ucciso il padre. Steve sotto consiglio di Sophie, decide di mettere una webcam in redazione per attirare più lettori. Una notte però, David e Sophie, vengono ripresi mentre fanno l’amore e Steve li vede in diretta. La madre di Valerie intima la figlia di costituirsi o la denuncerà per l’omicidio del marito.

## Arrivederci Brandon
- Titolo originale: Brandon Leaves
- Diretto da: Chris Hibler
- Scritto da: John Eisendrath

### Trama
Brandon rientra dal viaggio e dice a tutti che ha ottenuto il lavoro e che a breve dovrà trasferirsi a Washington. Kelly non sembra però turbata dalla notizia e questo infastidisce il giovane. Nel mentre la ragazza aiuta Lia con la figlia neonata ad allontanarsi dal marito violento che si rivelerà poi essere cliente di Matt. Sophie fa di  tutto per attirare l’attenzione affinché ottenga qualche provino. Noah si allontana sempre di più da Donna. Kelly e Donna inaugurano il negozio e Brandon capisce di non voler più partire. Il gruppo di amici per incoraggiarlo ad accettare organizza una festa di addio a sorpresa al Peach Pit. Brandon saluta così definitivamente Beverly Hills.

## Un miliardario per Sophie
- Titolo originale: Confession
- Diretto da: Kevin Inch
- Scritto da: Tyler Besinger

### Trama
Valerie organizza una festa illegale in una villa disabitata nella speranza che la polizia la arresti credendo così di poter pagare per l’omicidio commesso. Steve e Janet sono in difficoltà a portare avanti il Beverly Beat così decidono di andare a caccia di scoop e, durante una visita in un locale a caccia di fantasmi, rimangono intrappolati in una cella frigorifera dove faranno l’amore. Sophie colma di debiti decide di accettare di fare delle foto seminuda, e successivamente capisce di aver commesso un errore, così grazie a David viene assunta come cameriera al Peach Pit. Qui conoscerà un miliardario con il quale deciderà di andare in giro per il mondo, lasciando David. Matt, sebbene all'inizio sembri contrario, aiuterà Lia a scappare. Valerie viene perdonata dalla madre. Noah non frequenta gli alcolisti anonimi.

## Addio Valerie... bentornato Dylan
- Titolo originale: You say goodbye, I say hello
- Diretto da: Michael Lange
- Scritto da: Gretchen J. Berg, Aaron Harberts

### Trama
Donna e Kelly vanno a vedere uno spettacolo di Gina, la cugina di Donna che subito dopo l’esibizione viene licenziata. Noah ubriaco, si addormenta mentre guida e ha un incidente stradale. Il giorno dopo non ricorda niente dell’accaduto ma è convinto di aver ferito gravemente un ragazzo. Decide così di confessare il tutto a Donna e di costituirsi alla polizia. Valerie organizza una cena per la festa del ringraziamento e invita tutti quanti. Kelly però scopre che questa aveva scritto una lettera a Brandon in cui lo incitava a non sposarla. Tutti gli amici si arrabbiano così con lei. Steve continua a frequentarsi con Janet ma questa vuole una relazione senza coinvolgimento emotivo, ma il ragazzo non ci riesce. David conosce una ragazza e ci va a letto, ma l’indomani scopre che è minorenne e che i genitori lo vogliono denunciare. Kelly, dopo aver saputo da David il passato di Valerie, decide di andare dalla ragazza per chiarire, ma questa resta astiosa. Il ragazzo investito da Noah muore e il giovane è molto turbato. L’indomani Donna scopre però che non è stato lui ad averlo ucciso, ma una donna. Gina decide di approfittare dello stato del ragazzo per ferire Donna. Kelly e il resto del gruppo decidono di perdonare Valerie organizzando la cena del ringraziamento a casa Walsh dove annuncerà che lascerà la città per tornare a Bufalo. Matt e Kelly si baciano. La serata è giunta al termine quando alla porta suonerà Dylan.

## Sotto accusa
- Titolo originale: I'm back because
- Diretto da: Artie Mandelberg
- Scritto da: John Eisendrath

### Trama
Mentre sta lavorando, David viene arrestato per stupro e con l'aiuto di Dylan verrà scagionato. Janet e Steve vanno alla ricerca del nuovo fidanzato di Samantha e si convincono che la donna frequenti un uomo molto più giovane di lei. Questo farà infuriare Steve, ma solo successivamente si scoprirà che in realtà la persona che frequenta è una donna di nome Linda. Il padre di Jackie, ammalato, rifiuta di farsi curare, così la donna decide di andare contro le sue ultime volontà, decidendo di farlo operare avvalendosi dell'autorità di tutrice. Kelly confesserà il tutto al nonno che deciderà di addossare la responsabilità di staccare le macchine alla nipote. Matt ha gravi problemi economici e viene assunto al Beverly Beat. Gina continua ad interferire nel rapporto tra Noah e Donna. Dylan confessa di essere ritornato perché gli mancava Kelly.

## Una madre scomoda
- Titolo originale: The following options
- Diretto da: Gabrielle Beaumont
- Scritto da: Laurie MCCarthy

### Trama
David invita la madre di Steve alla trasmissione radiofonica per parlare della sua carriera da attrice. Dylan decide dopo anni di riparare la Porsche dove avevano ammazzato Tony. Al Peach Pit by Night un ragazzo importuna Gina e Dylan interviene. Il ragazzo per vendicarsi romperà però la macchina di Dylan. A Matt viene offerto di lavorare per una multinazionale di tabacco, ma Kelly a causa della malattia del nonno, non è d'accordo. Dylan scopre le intenzioni di Gina su Donna e Noah e la esorta a smettere. Kelly è scossa per le condizioni di salute del nonno e chiede a Dylan conforto. I due si baceranno. Steve non riesce ad accettare il fatto che la madre sia omosessuale e la accusa di averlo adottato solo per avere una copertura. Dylan ha continui incubi sulla morte di Tony, quindi per cercare di andare avanti decide di vendere la Porsche. Acquista poi della droga.

## Buon compleanno Donna!
- Titolo originale: Marathon man
- Diretto da: Joel Feigenbaum
- Scritto da: Doug steinberg

### Trama
Dylan porta Kelly in Messico e ne approfitta per comprare della droga. Il legame che c'è tra i due  turberà Matt che verrà poi rassicurato dalla ragazza. Noah organizza una festa a sorpresa per il compleanno di Donna che si terrà subito dopo la maratona di ballo organizzata al Peach Pit by Night per beneficenza. Donna viene derubata nella boutique così sospettosa che possa essere opera di Sonia, decide di licenziarla. Solo successivamente si scoprirà che non è lei l'autrice dei furti. Kelly e Dylan discutono così il ragazzo deciderà di partire nuovamente per il Messico, ma con Gina.

## Corso di seduzione
- Titolo originale: How to be the jerk women love
- Diretto da:  Harvey Frost
- Scritto da: John Eisendrath

### Trama
Gina scopre che Dylan si droga così decide di interrompere la loro relazione ma il ragazzo mentirà facendole credere che smetterà. La ragazza però lo scoprirà. Steve decide di tenere dei corsi per far insegnare ai ragazzi a rimorchiare. David chiede aiuto a Kelly per le domande a tema sentimentale nella trasmissione radiofonica. Dylan va in cimitero per portare dei fiori a Tony, la sua defunta moglie, ma scopre che è stata esumata. Decide così di acquistare una pistola e di andare a parlare con il padre della ragazza. Gina cerca di mettere contro Donna e Felice, facendole litigare.

## Guai per tutti
- Titolo originale: Trials and tribulations
- Diretto da: Roy Campanella, II
- Scritto da:  Gretchen J. Berg, Aaron Harberts

### Trama
Dylan irrompe con una pistola nella vecchia casa di Marchette, ma scopre che l'uomo si era suicidato subito dopo la morte della figlia. Steve viene denunciato da tutti i partecipanti del seminario affinché restituisca i soldi. I genitori di Donna partono per un viaggio, così Noah e la ragazza decidono di trascorrere un paio di giorni da soli in quella casa, ma al loro arrivo scoprono che ci sono dei lavori in corso. Dylan, trovato in possesso di droga e di una pistola, viene arrestato per violazione di domicilio e aggressione. Durante una grigliata a casa di Donna, il ragazzo discute con Gina e sotto effetto di stupefacenti accidentalmente darà un colpo a Donna, che cadrà in acqua e sbatterà la testa sul bordo della piscina perdendo i sensi. Ad accorgersi del tutto saranno David e Steve.

## Una difficile riabilitazione
- Titolo originale: Withdrawal
- Diretto da: Kevin Inch
- Scritto da: John Eisendrath & Tyler Bensinger

### Trama
Janet chiede a Steve di tenerle il cane mentre esce per un appuntamento e gli raccomanda di fare attenzione affinché non si accoppi con nessun altro, in quanto ha già un partner. Questo però, a causa di una ragazza si distrarrà lasciandolo slegato e l’animale si accoppierà con un altro cane. Dylan viene convinto da tutti gli amici ad andare in clinica per disintossicarsi, ma la notte prima scapperà. A trovarlo in gravi condizioni saranno Kelly e Matt, che lo porteranno subito all'ospedale. Matt inoltre, riesce a non farlo finire in carcere.

## Chi di scherzo ferisce...
- Titolo originale: I'm married
- Diretto da: Anson Williams
- Scritto da: John Eisendrath

### Trama
Dylan inizia a scontare le ore presso il servizio civile. Durante una partita di poker Noah imbroglia gli amici con degli occhiali da sole che gli permettono di vedere le carte, così Donna e Steve decidono di vendicarsi e i ragazzi inizieranno a farsi degli scherzi a vicenda. Una conoscente di Matt giunge in città con l’intenzione di riprovare a far funzionare la loro storia, ma il ragazzo le dirà di essere innamorato di Kelly. Gina e David però li vedranno assieme per strada così Gina riferirà tutto a Kelly. Questa, inizialmente infuriata con Matt, deciderà di perdonarlo, ma solo allora scoprirà che quella donna in realtà è la moglie del ragazzo.

## Ti amo... ma non posso
- Titolo originale: Beheading st. Valentine
- Diretto da: Frank Thackery
- Scritto da: Laurie McCarthy

### Trama
Matt racconta a Kelly del suo matrimonio e della malattia della moglie e le dice di amarla. I due sono molto combattuti perché vorrebbero stare insieme, ma Matt non se la sente di mollare la moglie. I due decidono così di dirsi addio. Steve è preoccupato per un brutto neo che ha nella schiena, così va da un dottore e scopre che potrebbe trattarsi di un tumore. Il giovane ripensa così alla sua vita e decide di fare del bene e si scusa con Janet per aver rovinato la loro relazione. Donna scopre una vecchia foto di Noah e Gina e si arrabbia. Il ragazzo non ricorda niente della serata perché era ubriaco, così Gina gli fa credere che erano andati a letto insieme. David chiede a Donna di accompagnarlo a una festa la sera di San Valentino, ma questa rifiuta per non far stare male Noah, però una volta scoperta la storia di Gina, decide di accettare l'invito. I due dopo la serata si baciano.

## Nuovi amori... vecchi amori
- Titolo originale: Survival skills
- Diretto da: Charles Correll

### Trama
Gina continua a far credere a Noah che tra i due ci sia stato qualcosa, così il ragazzo confesserà tutto a Donna che lo lascerà. Janet e Steve partiranno per il campeggio con due adolescenti e scopriranno di voler stare assieme come coppia. Matt e la moglie scoprono che la terapia che sta seguendo la donna in realtà la sta uccidendo, così i medici le interromperanno la cura, ma questo la riporterà ai livelli di schizofrenia precedenti. Kelly regala una macchina a Dylan per incoraggiarlo ad affrontare la vita con il giusto spirito. Donna litiga con Gina. David si presenta da Donna e la bacia.

## Segreti e bugie
- Titolo originale: Slipping away
- Diretto da: Roy Campanella, II
- Scritto da: John Eisendrath

### Trama
Kelly si propone di aiutare Matt a trovare i farmaci per Lauren. Decide così di andare in Messico con Dylan per procurarseli e i due passeranno la notte insieme. Gina vuole aprire una palestra e chiede alla madre di portarle dei documenti per poter chiedere un prestito. Una volta recata in banca, scopre però che la madre ha speso gran parte del denaro. Steve e Janet vanno a pranzo con i genitori della ragazza e Steve scopre che questa sta tenendo nascosta la loro relazione, perché il padre vorrebbe che stesse con un ragazzo giapponese. David confessa a Gina che la sera di San Valentino si è baciato con Donna e questa lo riferisce subito a Noah.

## Questioni di famiglia
- Titolo originale: Bobbi Dearest
- Diretto da: Chris Nyby
- Scritto da: Laurie McCarthy & Tyler Besinger

### Trama
Gina decide di fare causa alla zia Felice poiché tutrice del suo patrimonio, nel corso degli anni fece sperperare i suoi risparmi dalla madre. Solo alla fine verrà risarcita dai parenti, ma si scoprirà che è stato un inganno architettato dalle due per truffare i Martin. David non prende bene la scelta di Donna di continuare la storia con Noah e durante la trasmissione fa un annuncio per cercare una ragazza. Conoscerà così Claudia. Dylan durante una sfida di velocità con la moto d’acqua ha un incidente e perde i sensi, ma viene salvato da un giovane che in realtà si trovava là per suicidarsi. Steve acquista un’agenda da una prostituta con lo scopo di scrivere degli articoli scabrosi sulla doppia vita condotta dalle star della città, ma successivamente deciderà di buttarla perché gli riaffiorano vecchi ricordi legati alla sua infanzia.

## Caccia allo gnomo
- Titolo originale: The Leprechaun
- Diretto da: Kevin Inch
- Scritto da: John Eisendrath

### Trama
Kelly propone a Donna di assumere una pierre per incrementare la clientela del negozio, ma questa non è d’accordo, quindi Gina ne approfitta per mettere zizzania tra le due. Noah decide di vendere il Peach Pit e di sfrattare Nat perché è in difficoltà economica, così interviene Dylan che estingue il debito. Claudia, la nuova ragazza venezuelana di David deve lasciare il paese perché le scade il visto, così il giovane la aiuta a trovare un lavoro stabile. Non riuscendoci, Claudia gli chiede di sposarla e il ragazzo accetta. Steve per pubblicizzare il giornale, inventa per la festa di San Patrizio una caccia allo gnomo, promettendo in caso di una sua cattura, dei soldi. Arriva così in redazione un macellaio con lo gnomo dicendo di volere il premio, in quanto quei soldi gli servono per il figlio, che deve affrontare una costosa operazione. Steve, dispiaciuto, scrive un editoriale sulla faccenda e, a sorpresa, i lettori inviano delle donazioni per aiutare l’uomo, arrivando addirittura a coprire l’intera somma che serve per l’operazione.

## Una sposa per David
- Titolo originale: Fortune cookie
- Diretto da: Luke Perry
- Scritto da: Dough Steinberg & Ken Stringer

### Trama
David e Claudia simulano con foto e video un matrimonio che possa ingannare le autorità. Durante un concorso al Peach Pit, Dylan barerà per far vincere Kelly e farle conoscere un cantante famoso, ma Gina, gelosa, ruberà l’auto e si presenterà al posto della ragazza all'appuntamento. Donna presta il suo aiuto come costumista nel vecchio liceo di Beverly Hills e scopre che il professore abusava di alcune studentesse. Steve, in seguito a una maledizione lanciata da una finta fattucchiera, è convinto di essere diventato impotente. David e Claudia decidono di non sposarsi.

## Infanzia rubata
- Titolo originale: I Want to Reach Right Out and Grab Ya
- Diretto da: Jennie Garth
- Scritto da: Gretchen J. Berg & Aaron Harberts

### Trama
I Martin si separano e decidono di comunicarlo alla figlia che però non prende bene la notizia. Interviene così Noah che fa una chiacchierata con il padre di Donna facendogli cambiare idea. Gina deve svolgere una serie di lavori per una vecchia conoscenza ormai divenuta famosa e finge con Kelly, Matt e Dylan che tra lei e la donna ci sia una stretta amicizia, fino a quando non verrà scoperta e licenziata. Steve e Janet intervistano un ragazzino prodigio che all'età di 12 anni frequenta il secondo anno di Università. Si offrono anche di accompagnarlo ad uno spettacolo di magia al Peach Pit by Night: qui il giovane farà finta di essere stato ipnotizzato per potersi comportare in maniera infantile confessando così di non voler frequentare l’Università. Durante lo spettacolo Kelly viene ipnotizzata e fa capire di essere interessata ancora a Dylan, il che non farà contenti Matt e Gina. Gina uscita dal locale viene aggredita, ma non verrà creduta da Dylan fino all'indomani quando l’aggressore verrà arrestato.

## Eroe per caso
- Titolo originale: Local Hero
- Diretto da: Joel J. Feigenbaum
- Scritto da: Matt Dearborn

### Trama
Dylan e Kelly si incontrano per caso fuori dal supermercato e si ritrovano a salvare una donna incinta e il figlio piccolo che stavano per essere aggrediti da un malvivente. Per tenere nascosto ai rispettivi partner di essersi visti, durante un’intervista Kelly finge di essere stata in compagnia di Steve durante l’aggressione, facendo diventare il giovane un eroe fino a quando la situazione diventa insostenibile e decide di confessare tutto a Matt. Noah scopre di avere una sorellastra e Donna lo sprona a conoscerla.

## Tradimenti
- Titolo originale:The End of the World as We Know it
- Diretto da: Michael R. Rhodes

### Trama
Steve entra in panico per la presunta fine del mondo in quanto il 2000 si avvicina. Kelly e Matt fanno da baby sitter a Erin e durante la notte vengono ripresi, inconsapevolmente, mentre fanno l’amore. La cassetta arriverà per caso tra le mani di Dylan che mostrerà gelosia. Gina scopre che in Messico Dylan e Kelly sono stati assieme e riferisce il tutto a Matt che però deciderà di perdonare Kelly date le vecchie circostanze in cui si trovavano. Donna conosce Wayne, un pallavolista a cui chiederà di fare da modello e per cui ha una cotta. I due infatti escono a cena e si baciano. Noah nel mentre propone a Donna di andare a convivere ma lei sarà titubante.

## L'anima gemella
- Titolo originale: Dog's Best Friend
- Diretto da: Chris Hibler

### Trama
David conforta Gina che ubriaca lo bacia. Matt continua ad indagare sulla Hunter Oil Chemical quindi litiga con Noah che successivamente scoprirà che il padre era estraneo alla faccenda. Steve e Janet decidono di provare un programma al computer che seleziona la propria anima gemella. Gina per via di un mal di denti si reca da Mel che scopre che è bulimica e la invita a curarsi. Dylan e David vanno a Las Vegas, dove Dylan ha un’avventura con una ragazza che promette, mentendo, di rivedere. Allora David contrariato dal comportamento dell’amico dà alla donna il loro indirizzo. Questa si presenta a casa loro proprio mentre Dylan e Gina stanno facendo pace. Il ragazzo dice così a Gina che si merita qualcuno migliore di lui. È notte e Kelly sta rientrando a casa quando Dylan le telefona per chiederle di raggiungerlo in un bar in quanto ha voglia di drogarsi. La ragazza sta camminando per strada quando un tipo la aggredisce e la stupra.

## Sesso o amore?
- Titolo originale: Agony
- Diretto da: Anson Williams
- Scritto da: Douglas Steinberg

### Trama
Kelly dopo aver denunciato lo stupro alla polizia, confessa solo a Dylan e Donna l’accaduto. Matt ignaro dei fatti, sospetta che tra Kelly e Dylan ci sia qualcosa. Il ragazzo inoltre, difende a sua insaputa l’aggressore di Kelly facendolo scarcerare. Donna è in crisi per la storia con Noah e si avvicina sempre più a Wayne. David e Gina iniziano a frequentarsi e prima di un'esibizione il ragazzo la trova svenuta. Kelly, per sentirsi più sicura, chiede a Dylan di comprarle una pistola.

## L'incubo continua
- Titolo originale:That's the Guy
- Diretto da: Michael Lange
- Scritto da: John Eisendrath

### Trama
Gina confessa a David di essere bulimica e i due iniziano a passare del tempo insieme fino a quando non la sorprende a letto con Dylan. Kelly, ancora traumatizzata, ignora Matt che non ne capisce il motivo, quindi i due parlano e gli racconta dello stupro subito. Noah e Donna continuano a discutere perché lei non vuole andare a convivere, così Noah decide di lasciarla. La ragazza nel mentre continua a vedersi con Wayne e arrivano a passare la notte insieme. La mattina successiva Noah passa però a casa di Donna e li trova assieme. Dylan cerca lo stupratore di Kelly e stabilisce una ricompensa per chiunque abbia notizie dell’aggressore. Viene aiutato da Matt quando due malfattori fingono di avere informazioni solo per potergli rubare i soldi. È fine serata e Kelly si trova da sola in negozio quando si presenta Joe che la riconosce e minaccia nuovamente con un coltello. La ragazza corre così a prendere la pistola e spara dei colpi.